# Herbert Richter (Radsportler)
Herbert Richter (* 26. April 1947 in Chemnitz) ist ein ehemaliger Radrennfahrer aus der DDR. 1972 gewann er eine olympische Silbermedaille in der Mannschaftsverfolgung.

## Sportliche Laufbahn
Richter begann mit 17 Jahren beim SC Karl-Marx-Stadt mit dem Radsport, 1965 gewann er die DDR-Jugendmeisterschaft in der  Mannschaftsverfolgung. Bei den UCI-Bahn-Weltmeisterschaften 1970 erreichten Thomas Huschke, Heinz Richter, Herbert Richter und Manfred Ulbricht das Finale in der Mannschaftsverfolgung, nach dem Sieg des bundesdeutschen Vierers erhielt Richter mit Silber seine erste internationale Medaille. Ein Jahr später standen sich im Finale die Vierer aus Italien und aus der DDR gegenüber; Huschke, Herbert Richter, Heinz Richter und Uwe Unterwalder belegten erneut den zweiten Platz. Die dritte Silbermedaille beim Jahreshöhepunkt in Folge gewann der DDR-Vierer in der gleichen Besetzung wie 1971 bei den Olympischen Spielen in München hinter dem Vierer aus der Bundesrepublik Deutschland. 1973 gewann Herbert Richter zusammen mit Manfred Ulbricht die DDR-Meisterschaft im Zweier-Mannschaftsfahren und zusammen mit Andreas Neuer und Matthias Wiegand siegten beide in der Mannschaftsverfolgung. Bei der Weltmeisterschaft 1974 erreichten Huschke, Unterwalder und Herbert Richter zusammen mit Klaus-Jürgen Grünke erneut das Finale und unterlagen einmal mehr dem Vierer aus der Bundesrepublik.

## Berufliches
Herbert Richter ist gelernter Maschinenbauer. Er arbeitete vor und nach der Wende im Baugewerbe.

## Ehrungen
1972 erhielt er für seine sportlichen Leistungen den Vaterländischen Verdienstorden in Bronze.